# Equipa da Superleague Fórmula Team Czech Republic - Atetický Club Sparta Praha
A Equipa da Superleague Fórmula República Checa - Atetický Club Sparta Praha é uma equipa da Superleague Fórmula que representa naquele campeonato não só o clube checo Sparta Praha, como também o seu país de origem, a República Checa. A equipa entrou no campeonato em 2011, ano no qual está a ser operada pela Atech Reid Grand Prix, tendo como piloto o checo Filip Salaquarda.

## Temporada de 2011
O Sparta Praha compete em 2011 pela primeira vez na Superleague Fórmula, representando também o seu país de origem, a República Checa. Conta com a Atech Reid Grand Prix como equipa operadora e com o piloto checo Filip Salaquarda ao volante.

## Registo

### 2011
(Legenda)
| Equipa de Automobilismo | Piloto           | 1   | 1   | 2   | 2   | 3   | 3   | 4          | 4          | 5   | 5   | 6   | 6   | 7   | 7   | 8                 | 8                 | Pontos | Class. |
| Equipa de Automobilismo | Piloto           | ASS | ASS | ZOL | ZOL | GOI | GOI | TBA Brasil | TBA Brasil | PEQ | PEQ | SHA | SHA | SEU | SEU | TBA Nova Zelândia | TBA Nova Zelândia | Pontos | Class. |
| ----------------------- | ---------------- | --- | --- | --- | --- | --- | --- | ---------- | ---------- | --- | --- | --- | --- | --- | --- | ----------------- | ----------------- | ------ | ------ |
| Atech Reid Grand Prix   | Filip Salaquarda | 5   | 6   |     |     |     |     |            |            |     |     |     |     |     |     |                   |                   | 63*    | 6º*    |

Nota - *: Temporada em curso

### Resultados em Super-Final
| Ano  | 1     | 2   | 3   | 4          | 5   | 6   | 7   | 8                 |
| ---- | ----- | --- | --- | ---------- | --- | --- | --- | ----------------- |
| 2011 | ASS 5 | ZOL | GOI | TBA Brasil | PEQ | SHA | SEU | TBA Nova Zelândia |